# Landgericht Ursberg

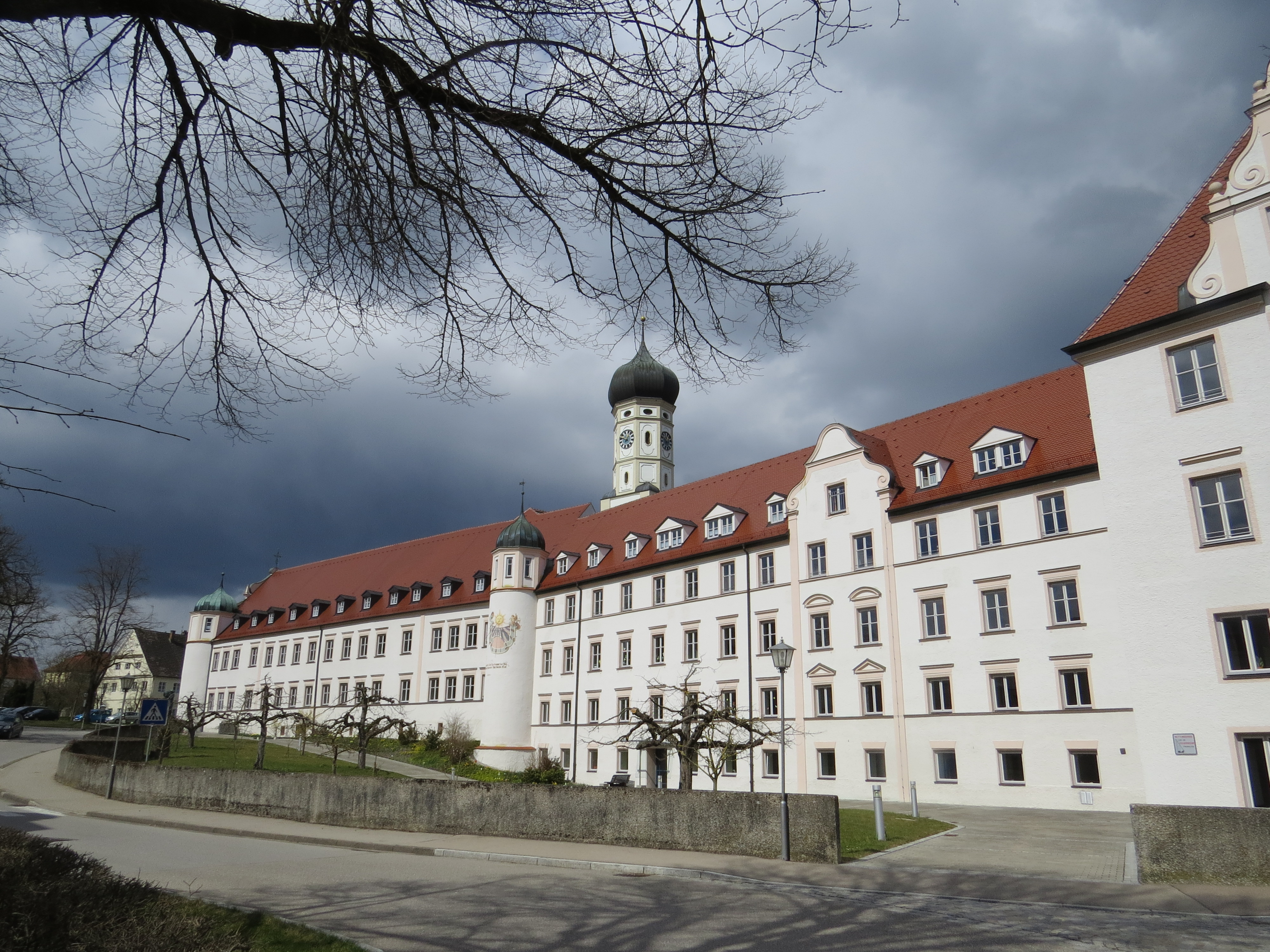
Kloster Ursberg, Sitz des Landgerichts

Das Landgericht Ursberg war ein von 1804 bis 1837 bestehendes bayerisches Landgericht älterer Ordnung mit Sitz in Ursberg im heutigen Landkreis Günzburg in Bayern. Die Landgerichte waren im Königreich Bayern Gerichts- und Verwaltungsbehörden, die 1862 in administrativer Hinsicht von den Bezirksämtern und 1879 in juristischer Hinsicht von den Amtsgerichten abgelöst wurden.
Im Jahr 1804 wurde im Verlauf der Verwaltungsneugliederung Bayerns das Landgericht Ursberg errichtet. Dieses kam zunächst zum Lechkreis, ab 1810 zum Illerkreis und ab 1817 zum Oberdonaukreis. Im Jahr 1837 wurde der Sitz des Landgerichts nach Krumbach verlegt und in Landgericht Krumbach umbenannt.